# فیلیپ کینول
فیلیپ کینول (به فرانسوی: Philippe Quinault) شاعر و نمایش‌نامه نویس قرن هفدهم میلادی اهل فرانسه است.